# Južna Osetija
Južna Osetija (rusko Респу́блика Ю́жная Осе́тия, osetinsko Республикæ Хуссар Ирыстон, gruzinsko სამხრეთი ოსეთი: Samhreti Oseti) je de facto neodvisna republika na južnem Kavkazu, ki jo večina članic OZN šteje za del Gruzije. Njeni suvereni deli segajo na ozemlje območij sosednje Republike Gruzije Rača-Lečhumi-Kvemo Svaneti, Imereti in Mcheta-Mtianeti. Na severu meji na rusko avtonomno republiko Severno Osetijo-Alanijo.
Čeprav je po razpadu Sovjetske zveze razglasila neodvisnost in jo izborila v vojni z Gruzijo, je uradno ne priznava nobena država članica NATA in EU. Priznavajo jo edino Rusija, Nikaragva, Venezuela, Nauru in Sirija ter prav tako nepriznane republike Abhazija, Arcah in Pridnestrje. Gruzija Severni Osetiji odreka ozemeljsko celovitost; gruzijska vlada jo kliče s starinskim imenom Samačablo ali v zadnjem času Chinvalska regija (po glavnem mestu republike). 
Gruzija Rusiji očita, da ves čas vojaško pomaga Južni Osetiji ter s tem ohranja svojo prisotnost na Kavkazu. V juniju 2004 je južnoosetijski predsednik med obiskom v Moskvi tudi formalno zaprosil za priznanje republike in njeno vključitev v Rusko federacijo.